# Ascenseur incliné de Puigcerdà
L'ascenseur incliné de Puigcerdà (en catalan : ascensor inclinat de Puigcerdà) est un ascenseur incliné situé sur le territoire de la commune de Puigcerdà, dans la comarque de Basse-Cerdagne, dans la province de Gérone, en Catalogne. Cet ascenseur a été inauguré le 3 mai 2003.

## Caractéristiques techniques
La ligne fait 75 m de longueur pour un dénivelé de 27,2 m avec une pente maximale de 44,5 % et l'écartement des rails est de 1 200 mm. La ligne est à voie unique, le seul ascenseur a une capacité de 25 personnes par voiture et il peut transporter 375 passagers par heure et par sens. L'ascenseur va a une vitesse de 1 m/s et fait 1 875 kg. L'ascenseur incliné est ouvert tous les jours de 8 h à 22 h et le trajet est gratuit. Il a été construit par Elevatori Maspero de Appiano Gentile. Les installations sont surveillées par des caméras connectées au siège local de la police,.

### Parcours
L'ascenseur relie la place de l'Estació à la rue Raval de les Monges. À côté de l'ascenseur incliné, il y a un chemin pour pouvoir faire l'itinéraire à pied,.

## Histoire
Déjà, en 1923, il y avait un projet de funiculaire reliant la gare ferroviaire au centre-ville qui est situé sur une colline.
Ainsi, le 3 mai 2003, cet ascenseur incliné fut inauguré, en plus de l'ascenseur vertical complétant le service jusqu'à la mairie depuis la rue Raval de les Monges.
En automne 2019, le trafic de l'ascenseur a été interrompu en raison d'une panne. Cette panne indignent les habitants de la ville, surtout les personnes en situation de handicap car elles ne peuvent plus accéder au centre-ville de la capitale cerdane, d'autant plus qu'aucune informations n'a été transmise sur cette interruption.